# 小山秀夫
小山 秀夫（こやま ひでお）は、日本の経営学者・行政学者（医療・病院管理学、自治体経営学）。学位は博士（医療福祉学）（川崎医療福祉大学・2004年）。兵庫県立大学大学院経営学研究科教授。
国立医療・病院管理研究所医療経済研究部部長、国立保健医療科学院経営科学部部長、静岡県立大学経営情報学部学部長（第9代）、静岡県立大学大学院経営情報学研究科研究科長（第4代）などを歴任した。

## 来歴

### 生い立ち
上智大学大学院文学研究科にて修士課程を修了し、文学修士（上智大学・1977年）を取得した。上智大学大学院文学研究科の博士後期課程を単位取得退学した。

### 厚生省にて
大学院を単位取得退学後、1980年より厚生省の施設等機関である病院管理研究所に勤務。医療管理部の研究員となり、その後、専攻科・研究科の教育主任を経て、医療管理部の主任研究官となった。病院管理研究所の後継機関である国立医療・病院管理研究所では、マクロ経済研究室の室長、医療経済研究部の部長などを歴任した。国立医療・病院管理研究所の後継機関である国立保健医療科学院では、経営科学部の部長などを歴任した。また、その間、川崎医療福祉大学大学院医療福祉学研究科の博士後期課程を修了し、博士（医療福祉学）の学位を取得した。

### 大学教員として
2006年より静岡県立大学に移り、経営情報学部の教授に就任する。同時に、静岡県立大学大学院では経営情報学研究科の教授を兼務する。また、その間も、国立保健医療科学院の経営科学部では客員研究員を兼任した。2007年、 静岡県立大学の経営情報学部にて学部長に就任するとともに、大学院の経営情報学研究科では研究科長に就任した。2010年に兵庫県立大学に移り、大学院の経営学研究科にて教授に就任した。

## 研究
介護や福祉の分野を経営的視点から研究している。雑誌への寄稿も多く、『病院』（医学書院）や『コミュニティケア』（日本看護協会出版会）には連載も持っていた。

## 略歴
- 1977年 - 上智大学大学院文学研究科修士課程修了。
- 1980年 - 上智大学大学院文学研究科博士後期課程単位取得退学。
- 1980年 - 病院管理研究所医療管理部研究員。
- 1987年 - 病院管理研究所専攻科・研究科教育主任。
- 1989年 - 病院管理研究所医療管理部主任研究官。
- 1990年 - 国立医療・病院管理研究所マクロ経済研究室室長。
- 1992年 - 国立医療・病院管理研究所医療経済研究部部長。
- 2002年 - 国立保健医療科学院経営科学部部長。
- 2004年 - 川崎医療福祉大学大学院医療福祉学研究科博士後期課程修了。
- 2006年 - 静岡県立大学経営情報学部教授。
- 2006年 - 静岡県立大学大学院経営情報学研究科教授。
- 2006年 - 国立保健医療科学院経営科学部客員研究員。
- 2007年 - 静岡県立大学経営情報学部学部長。
- 2007年 - 静岡県立大学大学院経営情報学研究科研究科長。
- 2010年 - 兵庫県立大学大学院経営学研究科教授。
- 2018年 - セルソース株式会社　監査役。

## 著書

### 単著
- 小山秀夫著『中間施設の潮流――保健医療と福祉の課題』（中央法規出版、1986年）ISBN 480580372X
- 小山秀夫著『高齢者ケアのマネジメント論』（厚生科学研究所、1997年）ISBN 4905690315
- 小山秀夫著『訪問看護ステーションの経営診断術』（日本看護協会出版会、2003年）ISBN 4818010006
- 小山秀夫著『訪問看護ステーションのマネジメントA to Z』（医学書院、2004年）ISBN 4260333356
- 小山秀夫編集『病院のDON――看護管理で病院がよみがえる』（医学書院、2004年）ISBN 4260333763

### 共著
- 荻島国男・小山秀夫・山崎泰彦著『年金・医療・福祉政策論』社会保険新報社、1992年。
- 小山秀夫・杉山みち子編『これからの高齢者の栄養管理サービス――栄養ケアとマネジメント』第一出版、1998年。ISBN 4804108688